# 管涔山
管涔山位于中华人民共和国山西省忻州市宁武县、岢岚县和五寨县交界处，在吕梁山以北，为山西境内主要河流汾河的发源地。主峰芦芽山，海拔2736米。1992年经中华人民共和国林业部批准设立管涔山国家森林公园。